# Sepullia rufa
Sepullia rufa is een halfvleugelig insect uit de familie Aphrophoridae. De wetenschappelijke naam van deze soort is voor het eerst geldig gepubliceerd in 1822 door Thunberg.